# Nimpkish Lake Park
Nimpkish Lake Park är en park i Kanada.   Den ligger i provinsen British Columbia, i den sydvästra delen av landet, 3 800 km väster om huvudstaden Ottawa. Nimpkish Lake Park ligger 711 meter över havet.
Terrängen runt Nimpkish Lake Park är bergig norrut, men söderut är den kuperad. Terrängen runt Nimpkish Lake Park sluttar österut. Trakten runt Nimpkish Lake Park är nära nog obefolkad, med mindre än två invånare per kvadratkilometer.. 
I omgivningarna runt Nimpkish Lake Park växer i huvudsak barrskog.